# Pre Pleasure
Pre Pleasure (estilizado en mayúsculas) es el tercer álbum de estudio de la cantante australiana Julia Jacklin. Fue publicado el 26 de agosto de 2022 a través de Polyvinyl Record Co., Transgressive Records y Liberation Records.

## Promoción
El álbum se anunció el 10 de mayo de 2022 junto con el lanzamiento del sencillo principal «Lydia Wears a Cross». El sencillo fue acompañado por un videoclip dirigido por ella misma. Hablando sobre la nueva canción y el video que la acompaña, Jacklin dijo: “La canción trata sobre muchas cosas, pero principalmente sobre ser un fanático de la superestrella de Jesucristo de siete años que asiste a la escuela católica tratando de averiguar qué camino está arriba”. «Lydia Wears a Cross» ocupó el puesto número 9 en la lista de las 50 mejores canciones de 2022 de la revista Paste. «I Was Neon», el segundo sencillo del álbum, fue publicado el 14 de junio de 2022 con un vídeo musical dirigido por ella misma. Larisha Paul de Rolling Stone escribió: “Los dos lanzamientos iniciales han formado una base sólida para la introspección aguda”. Tyler Jenke de Music Feeds, describió a la canción como “un número poderoso y refrescante de la artista, así como uno de los más resonantes hasta la fecha”. La revista digital Atwood Magazine le otorgó el certificado de “Today's Song”.
«Love, Try Not to Let Go» fue publicado el 19 de julio de 2022 como el tercer sencillo del álbum. Codirigido con su frecuente colaborador Nick Mckk, es la primera canción compuesta completamente en piano y también es la primera vez que la artista toca el piano en un álbum. Tom Breihan de Stereogum escribió que la canción es un “número suavemente propulsor sobre cómo es sentirte a ti mismo explotando de amor”. Tyler Golsen le dio a la canción una calificación de 8.2 sobre 10 y la describió como “un cálido abrazo sónico”. El cuarto y último sencillo, «Be Careful with Yourself», fue publicado el 23 de agosto de 2022.  Tyler Golsen de Far Out Magazine escribió: ”No mucho de Pre Pleasure ha sido grande hasta ahora, pero ha sido bastante hermoso”, añadiendo que “cuando el álbum completo salga el viernes, Jacklin (con suerte) podrá ocupar su lugar entre los nombres más importantes del mundo independiente”. La revista Paper la colocó entre las 10 canciones que necesitas escuchar ahora, describiéndola como “una hermosa canción de amor neurótica”.

## Recepción de la crítica
Pre Pleasure recibió críticas generalmente positivas. En Metacritic, el álbum obtuvo un puntaje promedio de 84 sobre 100, basado en 18 críticas, lo cual indica “aclamación universal”. Quinn Moreland, escribiendo para Pitchfork, le dio una calificación de 7.4 sobre 10 y dijo: “Pre Pleasure es un álbum placentero de una mente que rara vez deja de correr”, añadiendo que el álbum “se toma su tiempo para relajarse y ocasionalmente deja demasiado sin decir”. Matthew McLister de Gigwise escribió: “Esta es realmente una magnífica colección de canciones que son profundamente personales y elaboradas con tanta elocuencia. Es un álbum maravillosamente contemplativo de una compositora auténtica y de gran corazón”. Jamie Wilde de The Skinny describió al álbum como “auténtico, intrincado y sinceramente personal”. Emilie Hanskamp de Exclaim! mencionó que “Con Pre Pleasure, Jacklin vuelve a hacerse imposible de descartar. Ella no solo está a la altura de las expectativas, sino que se merece más”.
Greg Walker, escribiendo para Northem Transmissions, mencionó: “Con un sonido en este disco, algo así como Mitski o Angel Olsen, ella hace una sólida entrada con su último álbum en el mundo del indie rock femenino”. El sitio web Beats Per Minute escribió que el álbum “ofrece su colección de canciones más franca y fundamentada hasta la fecha”. Mark Beaumont de The Independent describió al álbum como “uno de esos raros discos que revelan al artista completo”.
Marcy Donelson, escribiendo para AllMusic añadió: “A pesar de que Crushing es un acto difícil de seguir, Jacklin lo logra con gracia aquí, con un álbum cuyo arco dramático y canciones se mantienen firmes”. Craig Mathieson de NME comentó: “Este no es un álbum donde el trauma es incomprensible, una especie de barrera contra la que luchar. Más bien, Pre Pleasure es un himno a la autoconciencia y la curiosidad considerada, Jacklin muestra su apetito por la construcción”. Elizabeth Aubrey de The Telegraph escribió: “Esta es la oferta más personal de Jacklin hasta el momento y, si bien el dolor de minar su alma en busca de ese material es claro, a través de estos confesionarios tipo diario, también lo es su catarsis”. La revista en línea The Line of Best Fit comentó que Pre Pleasure es “verdaderamente un testimonio de la capacidad de Julia Jacklin para adaptarse y crecer como compositora”.

## Lista de canciones
Todas las canciones escritas y compuestas por Julia Jacklin. 
| Lista de canciones de Pre Pleasure |                            |          |  |
| N.º                                | Título                     | Duración |  |
| 1.                                 | «Lydia Wears a Cross»      | 4:02     |  |
| 2.                                 | «Love, Try Not to Let Go»  | 3:44     |  |
| 3.                                 | «Ignore Tenderness»        | 3:08     |  |
| 4.                                 | «I Was Neon»               | 4:03     |  |
| 5.                                 | «Too in Love to Die»       | 3:36     |  |
| 6.                                 | «Less of a Stranger»       | 4:31     |  |
| 7.                                 | «Moviegoer»                | 3:46     |  |
| 8.                                 | «Magic»                    | 2:58     |  |
| 9.                                 | «Be Careful with Yourself» | 3:48     |  |
| 10.                                | «End of a Friendship»      | 4:23     |  |

Notas
- Todas las canciones están estilizadas en minúsculas.

## Créditos
Créditos adaptados de la página Bandcamp del álbum.
Músicos
- Julia Jacklin – voz principal, piano (1), guitarra eléctrica
- Marcus Paquin – guitarra acústica, sintetizadores, drum machine
- Ben Whiteley – bajo eléctrico, piano, sintetizadores, guitarra acústica
- Will Kidman – guitarra eléctrica y acústica, órgano Hammond, vibráfono
- Laurie Torres – batería, percusión
- Karen Ng – clarinete (7)
- Adam Kinner – saxofón (7)
- Owen Pallet – arreglos orquestales (3, 10)
- The Macedonian Symphonic Orchestra

Personal técnico
- Marcus Paquin – productor, ingeniero de audio, mezclas
- Karolane Carbonneau – ingeniero asistente
- Joaocm Carvalho – masterización

Diseño
- Nick Mekk – fotografía
- Sebastian White – diseño de portada

## Posicionamiento
| Gráfica (2022)                      | Pico de posición |
| ----------------------------------- | ---------------- |
| Australia (ARIA)                    | 2                |
| Nueva Zelanda (Recorded Music NZ)   | 11               |
| Escocia (Scottish Albums Chart)     | 11               |
| Reino Unido (UK Albums Chart)       | 56               |
| Reino Unido (UK Independent Albums) | 4                |